# ستيفن برودو
ستيفن برودو (بالإنجليزية: Stephen Prudhoe)‏ (و. 1911 – 1992 م) هو عالم حيواني
توفي عن عمر يناهز 81 عاماً.